# Epidemia di colera dell'esercito romeno nel 1913
L'epidemia di colera dell'esercito romeno si verificò durante la seconda guerra balcanica nel 1913. Il conflitto tra la Romania e il Regno di Bulgaria faceva parte delle guerre balcaniche del 1912 e del 1913. Poiché la Bulgaria stava allora combattendo contro la Grecia e la Serbia, l'invasione della Romania, che aveva un vantaggio geografico e strategico, incontrò una resistenza bulgara minimale.

## Storia
L'esercito romeno dovette operare in battaglia con una scarse infrastrutture e nelle condizioni meteorologiche dell'estate. Inoltre, la scarsa organizzazione dei servizi dell'esercito provocò carenze nelle condizioni alimentari e sanitarie dei soldati romeni. Questi elementi facilitarono la diffusione del colera. Così, il 13 luglio 1913 si verificò il primo caso di un soldato romeno infetto. Una settimana dopo, il 20 luglio, i casi erano 2.000. Questo numero aumentò così rapidamente a causa dell'ignoranza degli ufficiali dell'esercito romeno, che ignorarono e persino ridicolizzarono in diverse occasioni gli avvertimenti dei medici dell'esercito.
Fu rapidamente stabilito che la vaccinazione dovesse essere avviata il 22 luglio. Furono prese rapidamente misure mediche per arginare l'epidemia. Il medico romeno Ioan Cantacuzino iniziò diverse serie di vaccinazioni di soldati romeni, e dopo la terza del 3 agosto, i casi si ridussero drasticamente. Grazie a tutto questo, l'ultimo caso di colera si verificò a novembre e la malattia riuscì a essere pressoché fermata prima che i soldati romeni tornassero in Romania. Maria di Romania, principessa e futura regina di Romania, organizzò un sistema di trattamento e quarantena per i soldati romeni al loro arrivo, evitando una possibile diffusione del colera tra i civili romeni.
Sebbene le cifre risultino contrastanti, sui circa 400.000 soldati romeni entrati in Bulgaria durante la guerra, si stima che potrebbero esserci stati circa 11.500-15.000 infetti e un totale di 1.600 morti. Ciò rese tutte le vittime romene durante la seconda guerra balcanica correlate a cause non militari e unicamente all'epidemia di colera.
La Romania accusò la popolazione bulgara locale e i prigionieri di guerra turchi per l'epidemia di colera, mentre la Bulgaria accusò l'esercito romeno e le sue "scarse condizioni igieniche". Una volta terminata la seconda guerra balcanica e dopo la firma del trattato di Bucarest, la Romania ottenne dalla Bulgaria la Dobrugia meridionale. Pochi anni dopo, la stessa Romania subì numerosi casi di colera a causa della sua partecipazione alla prima guerra mondiale. Per curarli, la regina Maria di Romania applicò le stesse procedure dell'epidemia del 1913.